# Independent Police Complaints Commission
L'Independent Police Complaints Commission (IPCC) est un non-departmental public body qui supervise le système de gestion des plaintes déposées contre les forces policières de l'Angleterre et pays de Galles. Il peut aussi étudier des plaintes et produire des rapports.
L'IPCC a été officiellement fondé le 1er avril 2004, remplaçant la Police Complaints Authority (PCA, que l'on peut traduire par « Autorité des plaintes contre la police »). Les pouvoirs et responsabilités statutaires de l'IPCC proviennent de la Police Reform Act de 2002. C'est un non-departmental public body subventionné par le Département de l'Intérieur mais, par la loi, indépendant de la police, des groupes de pressions et des partis politiques. Ses décisions sont théoriquement libres de l'influence du gouvernement.
À la suite de l'affaire des cercles pédophiles de Rotherham, une enquête de l'IPCC est lancé.
Une enquête parlementaire lancée à la suite de la mort de Ian Tomlinson a conclu en janvier 2013 : « Il n'a ni les pouvoirs ni les ressources nécessaires pour obtenir la vérité quand l'intégrité de la police est mise en doute,. »

### Citations originales
1. ↑  (en) « It has neither the powers nor the resources that it needs to get to the truth when the integrity of the police is in doubt. »